# Le Marché de Paris
Le Marché de Paris est un ballet comique en un acte de Marius Petipa, sur une musique de Cesare Pugni, représenté pour la première fois à Saint-Pétersbourg le 23 avril 1859 avec Maria Petipa (Lisette), Marius Petipa (Simon) et Timofeï Stoukolkine (le marquis Megrèle).

## Histoire
Petipa remonta cette œuvre à l'Opéra de Paris le 29 mai 1861, sous le titre Le Marché des innocents, changeant le nom des rôles en Gloriette (Maria Petipa) et Lindor (Louis Mérante).
Lev Ivanov en présenta une version pendant le séjour de la famille impériale à Krasnoïe Selo le 6/18 juillet 1892; puis Marius Petipa monta le ballet à nouveau à Saint-Pétersbourg en 1895, avec Maria Anderson (Lisette), Sergueï Livatkine (Simon) et Enrico Cecchetti (le marquis Megrèle) .